# Frühneolithikum
Als Frühneolithikum (auch Altneolithikum) wird der älteste Abschnitt der Jungsteinzeit (Neolithikum) bezeichnet. Der Begriff umfasst in verschiedenen Teilen der Welt unterschiedliche Zeitspannen, betrifft jedoch immer die erste Phase nach der Neolithisierung. Ausgangsregion für die Einwanderung frühneolithischer Kulturen in das zentrale Mitteleuropa war Transdanubien. Die wichtigste archäologische Kultur des Frühneolithikums auf dem Gebiet des heutigen Österreich, Süd- und Mitteldeutschland war die Linienbandkeramik (ca. 5600–4900 v. Chr.).
Das Frühneolithikum markiert die älteste Stufe in der fünfstufigen Gliederung des mitteleuropäischen Neolithikums von Jens Lüning. Der Übergang zum anschließenden Mittelneolithikum wird durch das Ende der Bandkeramik beschrieben, später folgen Jungneolithikum, Spätneolithikum und Endneolithikum. 

## Begriffsbildung
Der Terminus „Neolithikum“ geht auf den britischen Prähistoriker John Lubbock zurück, der im Jahre 1865 erstmals die vorgeschichtlichen Epochen des Paläolithikums und Neolithikums unterschied. Der Unterbegriff Frühneolithikum beschreibt eine Periode und dient zur Abgrenzung in der relativen Chronologie.

## Zuwanderungshypothese
Über Pioniersiedlungen wurde die Bandkeramische Kultur weiter verbreitet, ob durch Abwanderungen, Eheschließungen oder „Technologietransfer“ ist unklar. Zu Anfang der Kultur bestand ein etwa 200 Jahre bestehendes, ausgedehntes Tauschnetzwerk.
Die Wanderungsrichtungen der frühen Bauern verliefen von Südost nach Nordwest. Der Ursprung der Bandkeramik liegt in der Starčevo-Kultur, von dort aus breitete sie sich über den Donaukorridor aus. Neolithische Genome aus Ungarn (wie der Starčevo-Kultur), Deutschland (wie der Linienbandkeramiker), Spanien (Cardial) und Skandinavien stimmen mehrheitlich mit den frühen Bauern aus dem Südosten überein, wobei es zu einer Beimengung mesolithischen Erbgutes kam. Bereits frühere Untersuchungen hatten nahegelegt, dass die Träger der Bandkeramik aus dem Karpatenbecken um 5500 v. Chr. nach Mitteleuropa einwanderten. Von dort aus könnten sie sich in zwei Richtungen verbreitet haben, nämlich einerseits über Böhmen und Mähren entlang der Elbe bis nach Mitteldeutschland, andererseits über Niederösterreich donauaufwärts und weiter den Rhein abwärts. Eine Studie aus dem Jahre 2010 fand sogar Übereinstimmungen der DNA aus dem Gräberfeld Derenburg Meerenstieg II in Sachsen-Anhalt mit der heutigen Bevölkerung des Nahen Ostens und Anatoliens.
Die älteste, flachbödige Keramik ähnelt stark der Starčevo-Keramik, doch setzt sich um 5200 v. Chr. ein anderer Stil durch, nämlich rundbodige Keramik. Um diese Zeit entstanden neue Siedlungen, bestehende wurden nicht fortgeführt. Auch eine neue Kulturpflanze, der Mohn, tauchte auf. Diese Veränderungen gehen anscheinend auf die La-Hoguette-Kultur oder die Gruppe Limburg zurück. Während die rheinische Bandkeramik fortbestand, entwickelte sich weiter südlich schon das Mittelneolithikum. Kerngebiet dieser Veränderung war das Neckargebiet und Rheinhessen. Während dort die Zahl der Siedlungen zunahm, reduzierte sich deren Zahl im Rheinland. Gegen Ende der Bandkeramik sind zunehmende Spannungen zu beobachten, wie fortifikatorische Erdwerke belegen. Mit dem Mittelneolithikum endete auch die vergleichsweise einheitliche Ausprägung des Neolithikums. Die nachfolgenden Kulturen waren stärker regional geprägt und entwickelten zudem eigene Verzierungsstile bei der Keramik.

## Archäologische Kulturen
- Körös-Kultur auch Körös-Criș-Kultur
- Starčevo-Kultur auch als Starčevo-Körös-Criș-Kultur
- La-Hoguette-Kultur
- Linearbandkeramische Kultur (auch Linearbandkeramik)

## Nordisches Frühneolithikum
In Nord- und Nordmitteleuropa (südlicher Ostseeraum) datiert das Frühneolithikum viel später und wird dort durch die ältere Trichterbecherkultur repräsentiert. Es wird als Nordisches Frühneolithikum bezeichnet und stellt auch hier den Übergang zur überwiegend bäuerlichen Lebensweise dar.
- Ältere Trichterbecherkultur („Nordisches Frühneolithikum“, nicht synchron! Die Datierung beträgt hier 4400–3300 v. Chr.) mit folgenden Unterstufen:
  - Wangels-Phase (4100–3800 v. Chr.)
  - Siggeneben-Phase (3800–3500 v. Chr.)
  - Fuchsbergstufe (3500–3300 v. Chr.)